# チェッララ
チェッララ（イタリア語: Cellara）は、イタリア共和国カラブリア州コゼンツァ県にある、人口約500人の基礎自治体（コムーネ）。

## 地理

### 位置・広がり

#### 隣接コムーネ
隣接するコムーネは以下の通り。
アプリリアーノ、 フィリーネ・ヴェリアトゥーロ、 マンゴーネ、 サント・ステーファノ・ディ・ロリアーノ

## 行政

### 分離集落
チェッララには、以下の分離集落（フラツィオーネ）がある。
- I Purcili, I Scigazzi, La Piticchia, Riposo, San Domenico, San Vito